# Ситрон, Соня
Соня Элизабет Ситрон (англ. Sonia Elizabeth Citron; род. 22 октября 2003 года, Уайт-Плейнс, штат Нью-Йорк, США) — американская профессиональная баскетболистка, выступает в женской национальной баскетбольной ассоциации за клуб «Вашингтон Мистикс», которым и была выбрана на драфте ВНБА 2025 года в первом раунде под общим третьим номером. Играет на позиции атакующего защитника и лёгкого форварда.
В составе национальной сборной США стала победительницей чемпионата мира 2021 года среди девушек до 19 лет в Венгрии и чемпионата Америки 2019 года среди девушек до 16 лет в Чили.

## Ранние годы
Соня родилась 22 октября 2003 года в городке Уайт-Плейнс (штат Нью-Йорк) в семье Уильяма и Иоланды Ситрон, у неё есть брат, Уильям-младший, а училась в соседнем городе Нью-Рошелл в урсулинской средней школе, в которой выступала за местную баскетбольную команду «Коалас». В предпоследнем классе она набирала по 23,8 очка, 10,4 подбора, 4,3 передачи и 3,5 перехвата в среднем за игру, выиграв звание лучшего игрока штата по версии Gatorade, титул лучшего игрока штата Class AA по версии ассоциации спортивных журналистов и звание лучшего игрока штата по версии The Journal News. Соня привела «Урсулин Коалас» к чемпионскому титулу в категории Section 1 Class AA с балансом побед и поражений 24–0. В выпускном классе она набирала по 26,5 очка, 11,2 подбора, 5,0 передачи и 3,0 перехвата в среднем за игру и вновь привела «Коалас» к чемпионскому титулу южного Уэстчестера уже в категории Group 1 с балансом побед и поражений 14–0. Ситрон была признана мисс баскетбол Нью-Йорка, а также повторно выиграла титул лучшего игрока штата по версии Gatorade и титул лучшего игрока штата по версии The Journal News. Кроме того Соня была выбрана на игры McDonald’s All-American и Jordan Brand Classic, в которых выступают лучшие старшеклассницы США и Канады. По окончании школы решила поступить в университет Нотр-Дам, чтобы играть на студенческом уровне за команду «Нотр-Дам Файтинг Айриш».

## Студенческая карьера
2 декабря 2021 года Соня набрала рекордные для себя 29 очков в победной игре против «Мичиган Стэйт Спартанс» (76:71). Будучи новичком она набирала по 11,8 очка, 6,6 подбора, 2,2 передачи и 1,6 перехвата в среднем за игру, за что по его итогам была признана новичком года конференции атлантического побережья (ACC), а также включена в сборную новичков конференции ACC. В своём втором сезоне набирала по 14,7 очка, 5,5 подбора, 2,5 передачи и 1,7 перехвата в среднем за игру, за что по его итогам была включена в первую сборную всех звёзд ACC.

## Профессиональная карьера
В 2025 году Соня Ситрон выставила свою кандидатуру на драфт ВНБА, на котором и была выбрана в первом раунде под общим третьим номером клубом «Вашингтон Мистикс». В дебютном сезоне «Мистикс» пока занимают девятое место, а Ситрон на данный момент провела 12 матчей, в каждом из них выходя в стартовом составе, набирая по 13,3 очка, 4,6 подбора и 2,1 передачи в среднем за игру, также реализуя 47,0 % бросков с игры, 34,8 % бросков из-за дуги и 85,7 % штрафных.